# Ortheziolacoccus madecassa
Ortheziolacoccus madecassa är en insektsart som först beskrevs av Mamet 1955.  Ortheziolacoccus madecassa ingår i släktet Ortheziolacoccus och familjen vaxsköldlöss.
Artens utbredningsområde är Madagaskar. Inga underarter finns listade i Catalogue of Life.